# Laurence Benaïm
Pour les articles homonymes, voir Benaïm.
Laurence Benaïm, née le 2 décembre 1961 à Suresnes (Hauts-de-Seine), est une journaliste et écrivaine française spécialisée dans le domaine de la mode. Biographe d'Yves Saint Laurent, elle est Commandeure  des Arts et des Lettres.

## Biographie
Laurence Benaïm est la fille d'un couple de cardiologues d'origine ashkénaze et séfarade. Son grand-père maternel, quitte la Pologne pour la France dans les années 1920 et devient chapelier. Son père, lui, est originaire d'Oran (Algérie). Ses deux grandes tantes maternelles sont exterminées à Auschwitz pendant la Seconde Guerre mondiale tandis que leur nièce, sa mère, réussit à se cacher durant le conflit.
Élève en hypokhâgne et khâgne, elle choisit après sa licence de lettres à la Sorbonne, de se tourner vers le journalisme, diplômée du Centre de formation des journalistes (CFJ) de la rue du Louvre à Paris. Elle commence sa carrière de journaliste au supplément parisien du magazine L'Express au milieu des années 1980, signe de nombreux articles pour des magazines comme Vogue, Marie Claire, qu'il s'agisse de portraits ou de voyages en Chine, en Corée, etc. Rapidement, elle intègre Le Monde (1986) et se spécialise dans le domaine de la mode, où elle est la première à annoncer la mort d'Alix Grès, doyenne de la haute couture, dont le décès avait été caché. Une dizaine d'années plus tard, elle participe à la conception du supplément Style de ce journal. En 1993, elle écrit une biographie du couturier Yves Saint Laurent, qui sera mise à jour puis rééditée plusieurs fois, suivie par celle de Marie-Laure de Noailles (2001) et de Jean-Michel Frank (2017). Experte auprès du musée de la mode et du textile pour les acquisitions, elle écrit alors ponctuellement pour Le Point ou L'Officiel de la mode, tient un blog sur le site web du Nouvel Observateur, puis crée et devient en 2003 directrice de publication de Stiletto, magazine de culture de mode, à l'origine de ventes caritatives au bénéfice de CEW, Hadassah France, le Rire Médecin... Stiletto Editions a notamment publié Paris Haute, quotidien de la haute couture édité par la Chambre syndicale.   

## Décorations
- Commandeure de l'ordre des Arts et des Lettres (2023)[4] ; officier (2009) ; chevalier (2002).

Laurence Benaïm a été nommée chevalier dans l'ordre des Arts et des Lettres le 14 juillet 2002 puis promue au rang d'officier le 17 juillet 2009. Entre 2015 et 2018, elle est nommée par Le Figaro conseillère éditoriale pour participer à l'élaboration d'Almaviva, supplément art de vivre,.

## Publications
- L'année de la mode 87-88, Paris, La Manufacture, 1989.
- L'année de la mode 88-89, Paris, La Manufacture, 1990 (ISBN 978-2-7377-0116-0).
- Yves Saint Laurent : Biographie, Paris, Grasset, 1993 (ISBN 9782246458418). Rééditions 2002, 2018.
- Issey Miyake, Paris, Assouline, coll. « Mémoires de la Mode », 1997.
- Grès, Paris, Assouline, coll. « Mémoires de la Mode », 1999, 80 p. (ISBN 2-84323-119-1, BNF 37038784).
- Le Pantalon : une histoire en marche, Paris, Éditions de l'Amateur, 1999, 271 p. (ISBN 978-2-85917-281-7), Grand prix du livre de mode..
- Marie-Laure de Noailles : la vicomtesse du bizarre, Paris, Grasset, 2001, 415 p. (ISBN 978-2-246-52981-1, présentation en ligne).
- Jacques Helleu & Chanel, Paris, Éditions de La Martinière, 2005, 278 p. (ISBN 978-2-7324-3208-3).
- Requiem pour Yves Saint Laurent, Paris, Grasset, coll. « Documents Français », 2010, 180 p. (ISBN 978-2-246-74741-3, présentation en ligne).
- Le plus bel âge, rencontre avec des octogénaires affranchis, Paris, Grasset, 2013.
- Christian Dior, la révolution du new look, Paris, Rizzoli, 2015.
- Christian Dior, portraits d'élégance, Paris, Rizzoli, 2016.
- Azzedine Alaïa, le prince des lignes, Paris, Grasset, coll. « Documents Français », 2013, 160 p. (ISBN 978-2-246-81055-1, présentation en ligne).
- Jean-Michel Frank, Paris, Grasset, coll. « Documents Français », 2017, 352 p. (ISBN 978-2-246-85751-8, présentation en ligne).
- Dior par Yves Saint Laurent, Paris, Assouline, 2017.
- Christian Dior et le Sud, le château de la Colle noire, Paris, Rizzoli, 2017.
- Versailles et la mode, Paris, Flammarion, 2017.
- René Lacoste, Paris, La Martinière, 2018.
- avec Sonia Sieff, Portraits de villes. Oran, éditions Be-poles, 2018.
- IRO, Introspection, Paris, La Martinière, 2020.
- Yves Saint Laurent, The Impossible Collection, Paris, Assouline, 2020.
- La Sidération, Stock, 2021.
- Paris : Capitale du Guerlain, Flammarion, 2021.
- Christian Dior, Christian Bérard, la mélancolie joyeuse, Gallimard, 2023